# HNK Rijeka
HNK Rijeka este un club de fotbal din Rijeka, Croația. Echipa evoluează în Prva HNL, primul eșalon fotbalistic croat, și își susține meciurile de acasă pe Stadionul Kantrida cu o capacitate de 12.000 de locuri, dintre care 10.261 pe scaune.

## Istorie
Clubul de fotbal a fost fondat în 1906 sub denumirea de Club Sportivo Olimpia. Clubul a fost redenumit Olympia în ianuarie 1918, iar Fiumana în 1926 sub presiunea noului regim fascist italian, iar în 1946, în timpul administrației militare iugoslave a orașului, a fost redenumit SD Kvarner. Când orașul a devenit oficial parte a Iugoslaviei și bilingvismul orașului a fost abolit, autoritățile au redenumit clubul, de data aceasta în numele definitiv de NK Rijeka. Clubul a participat la diferite competiții din SFRY.
Clubul a intrat în prima ligă iugoslavă în sezonul 1967/68. În sezonul 1969/70, clubul a căzut din nou în liga a doua de atunci. În ciuda succesului, revenirea în prima ligă a durat până în sezonul 1973/74. Clubul a rămas în prima ligă până la destrămarea Iugoslaviei.
NK Rijeka a câștigat de două ori Cupa Iugoslaviei, în 1978 și 1979, a fost învinsă în finală în 1987 și a câștigat Cupa Croației în 2005, 2006 și 2014, de mai multe ori a concurat și în diverse competiții UEFA, dar destul de fără succes. În sezonul 2013/14, ei au reușit în sfârșit o ispravă condusă de Matjaž Kek și o descoperire în faza grupelor din Europa League. Rijeka a câștigat primul său titlu croat în sezonul 2016/17.
NK Rijeka joacă în prima ligă croată de la independența Croației.

## Palmares
- Prva HNL

Vice-campioană: 1998–99, 2005–06, 2013–14
- Cupa Croației (3): 2004-2005, 2005-2006, 2013-2014

Finalistă: 1993–94
- Cupa Iugoslaviei (2): 1978, 1979

Finalistă: 1986–87
- Supercupa Croației (1): 2014

Finalistă: 2005, 2006
- Liga Secundă Iugoslavă (6): 1952, 1957–58, 1969–70, 1970–71, 1971–72, 1973–74

## Europa
- UEFA Europa League
  -  Faza Grupelor (2) : 2014, 2015

- Cupa Balcanică (1): 1978

Finalistă: 1979

## Lotul actual
La 19 august 2014..
| Nr. |                       | Poziție | Jucător                  |
| --- | --------------------- | ------- | ------------------------ |
| 1   | Croația               | P       | Simon Sluga              |
| 4   | Bosnia și Herțegovina | F       | Jozo Špikić              |
| 5   | Croația               | F       | Dario Knežević (captain) |
| 6   | Croația               | F       | Fausto Budicin           |
| 7   | Croația               | M       | Dario Čanađija           |
| 8   | Croația               | M       | Mato Jajalo              |
| 9   | Macedonia de Nord     | A       | Adis Jahović             |
| 10  | România               | M       | Florentin Matei          |
| 11  | Croația               | F       | Ivan Tomečak             |
| 13  | Croația               | F       | Marko Lešković           |
| 14  | Slovenia              | M       | Goran Cvijanović         |
| 15  | Croația               | F       | Matej Mitrović           |
| 16  | Croația               | M       | Ivan Močinić             |
| 17  | Nigeria               | A       | Goodness Ohiremen Ajayi  |
| 19  | Slovenia              | F       | Miral Samardžić          |
| 20  | Bosnia și Herțegovina | M       | Zoran Kvržić             |

| Nr. |                       | Poziție | Jucător                      |
| --- | --------------------- | ------- | ---------------------------- |
| 21  | Bosnia și Herțegovina | M       | Damir Zlomislić              |
| 22  | Austria               | F       | Marin Leovac                 |
| 24  | Croația               | F       | Mateo Bertoša                |
| 25  | Croația               | P       | Ivan Vargić                  |
| 26  | Croația               | M       | Mate Maleš                   |
| 30  | Croația               | M       | Josip Brezovec (3rd captain) |
| 32  | Croația               | P       | Andrej Prskalo               |
| 33  | Croația               | M       | Mislav Oršić                 |
| 88  | Brazilia              | M       | Moisés                       |
| 89  | Croația               | M       | Vedran Jugović               |
| 91  | Croația               | A       | Andrej Kramarić              |
| 99  | Croația               | A       | Ivan Krstanović              |
| —   | Bosnia și Herțegovina | M       | Mehmed Alispahić             |
| —   | Croația               | M       | Drago Gabrić                 |
| —   | Argentina             | M       | Lucas Scaglia                |
| —   | Croația               | A       | Josip Ivančić                |

### Împrumutați
La 20 august 2014..
| Nr. |         | Poziție | Jucător                            |
| --- | ------- | ------- | ---------------------------------- |
|     | Croația | F       | Niko Datković (at Spezia Calcio)   |
|     | Croația | F       | Mato Miloš (at Spezia Calcio)      |
|     | Croația | M       | Antonini Čulina (at Spezia Calcio) |
|     | Croația | M       | Domagoj Pušić (at NK Zadar)        |
|     | Nigeria | M       | Solomon Theophilus (at NK Zadar)   |

## Jucători notabili
| - Senad Brkić - Admir Hasančić - Leon Benko - Elvis Brajković - Goran Brajković - Kristijan Čaval - Dario Knežević - Andrej Kramarić - Siniša Linić - Damir Milinović - Mladen Mladenović - Roberto Paliska - Dubravko Pavličić | - Mladen Romić - Robert Rubčić - Ahmad Sharbini - Anas Sharbini - Dragan Tadić - Ðoni Tafra - Dalibor Višković - Kazimir Vulić - Radomir Đalović - Radojko Avramović - Marijan Brnčić - Boško Bursać - Nikica Cukrov | - Damir Desnica - Adriano Fegic - Nenad Gračan - Tonči Gulin - Miloš Hrstić - Janko Janković - Marijan Jantoljak - Ive Jerolimov - Srećko Juričić - Miodrag Kustudić - Vladimir Lukarić - Sergio Machin - Nebojša Malbaša | - Danko Matrljan - Anđelo Milevoj - Velimir Naumović - Petar Radaković - Zvjezdan Radin - Milan Radović - Mauro Ravnić - Milan Ružić - Edmond Tomić - Bruno Veselica - Mladen Vranković - Nedeljko Vukoje |

Sursa: Appearances and Goals. Last updated August 2014.

## Antrenori
| - Hans Bloch (Jul 1946–Aug 46) - Jozo Matošić (Aug 1946–Aug 47) - Ivan Smojver & Ante Vukelić (Sep 1947–Oct 47) - Franjo Glaser (Oct 1947–Jul 48) - Zvonko Jazbec (Sep 1948–Dec 48) - Franjo Glaser (Jan 1949–Dec 50) - Slavko Kodrnja (Jan 1951–Dec 51) - Ljubo Benčić (Jan 1952–Aug 52) - Nikola Duković (Sep 1952–Apr 53) - Antun Lokošek (May 1953–Dec 53) - Ratomir Čabrić (Jan 1954–Jul 54) - Franjo Glaser (Aug 1954–Jul 56) - Nikola Duković (Sep 1956–Jul 57) - Milorad Ognjanov (Sep 1957–Oct 59) - Luka Kaliterna (Nov 1959–May 60) - Stojan Osojnak (May 1960–Jun 61) - Ostoja Simić (June 1961–May 62) - Angelo Zikovich & * Stojan Osojnak (Aug 1962–Dec 63) - Virgil Popescu (Jan 1963–Oct 64) - Stojan Osojnak (Oct 1964–Jun 67) - Vladimir Beara (May 1967–Nov 68) - Angelo Zikovich (Nov 1968–Jun 70) - Ilijas Pašić (Jun 1970–Jun 71) - Stevan Vilotić (Jun 1971–Jun 72) - Marcel Žigante (Jun 1972–May 73) | - Ivica Šangulin (May 1973–Jun 74) - Gojko Zec (Jun 1974–Jun 76) - Dragutin Spasojević (Jun 1976–Apr 79) - Miroslav Blažević (Jun 1979–Jan 81) - Marijan Brnčić (Jan 1981–Apr 83) - Josip Skoblar (May 1983–Dec 86) - Mladen Vranković (Jan 1987–Jun 89) - Vladimir Lukarić (Jun 1989–Jan 91) - Nikola "Pape" Filipović (Jan 1991) - Mladen Vranković (Feb 1991) - Željko Mudrovičić (Mar 1991–Jun 91) - Marijan Jantoljak (Jun 1991–Nov 92) - Srećko Juričić & Mile Tomljenović (Nov 1992) - Srećko Juričić (Jan 1993–Jun 94) - Zvjezdan Radin (Jun 1994–Mar 95) - Mladen Vranković (Apr 1995) - Josip Skoblar (Apr 1995–Jun 95) - Marijan Jantoljak (Jun 1995–Sep 95) - Ranko Buketa (Sep 1995–Oct 95) - Josip Skoblar (Oct 1995–Nov 95) - Miroslav Blažević & Nenad Gračan (Jan 1996–Jun 96) - Luka Bonačić (June 1996–Aug 96) - Ivan Kocjančić (interim) (Aug 1996) - Branko Ivanković (Aug 1996–Mar 98) - Nenad Gračan (Mar 1998–Nov 00) | - Boris Tičić (Nov 2000–Dec 00) - Predrag Stilinović (Dec 2000–May 01) - Ivan Katalinić (May 2001–May 02) - Zlatko Kranjčar (May 2002–Nov 02) - Mladen Mladenović (Nov 2002–Mar 03) - Vjekoslav Lokica (Mar 2003–Jul 03) - Ivan Katalinić (Jul 2003–May 04) - Elvis Scoria (Jul 1, 2004–Sep 30, 2005) - Dragan Skočić (Oct 1, 2005–Sep 30, 2006) - Milivoj Bračun (Oct 1, 2006–Mar 13, 2007) - Josip Kuže (Mar 12, 2007–Jun 4, 2007) - Zlatko Dalić (Jun 1, 2007–Jun 30, 2008) - Mladen Ivančić (Jul 7, 2008–Oct 8, 2008) - Stjepan Ostojić (interim) (Oct 4, 2008–Oct 13, 2008) - Robert Rubčić (Oct 13, 2008–Sep 21, 2009) - Zoran Vulić (Sep 22, 2009–Nov 10, 2009) - Nenad Gračan (Nov 10, 2009–Nov 6, 2010) - Elvis Scoria (Nov 7, 2010–Jun 16, 2011) - Alen Horvat (Jun 20, 2011–Oct 4, 2011) - Ivo Ištuk (Oct 4, 2011–Mar 18, 2012) - Dragan Skočić (Mar 19, 2012–Apr 30, 2012) - Mladen Ivančić (interim) (Apr 30, 2012–2 mai 2012) - Elvis Scoria (2 mai 2012–Feb 24, 2013) - Matjaž Kek (Feb 27, 2013–) |